# Sapphoa
Sapphoa är ett släkte av akantusväxter. Sapphoa ingår i familjen akantusväxter.
Kladogram enligt Catalogue of Life:
| Sapphoa | \| \| Sapphoa ekmanii \| \| \| \| \| \| Sapphoa rigidifolia \| \| \| \| |
|         | \| \| Sapphoa ekmanii \| \| \| \| \| \| Sapphoa rigidifolia \| \| \| \| |
|         | Sapphoa ekmanii                                                         |
|         |                                                                         |
|         | Sapphoa rigidifolia                                                     |
|         |                                                                         |